# Bulweria bulwerii

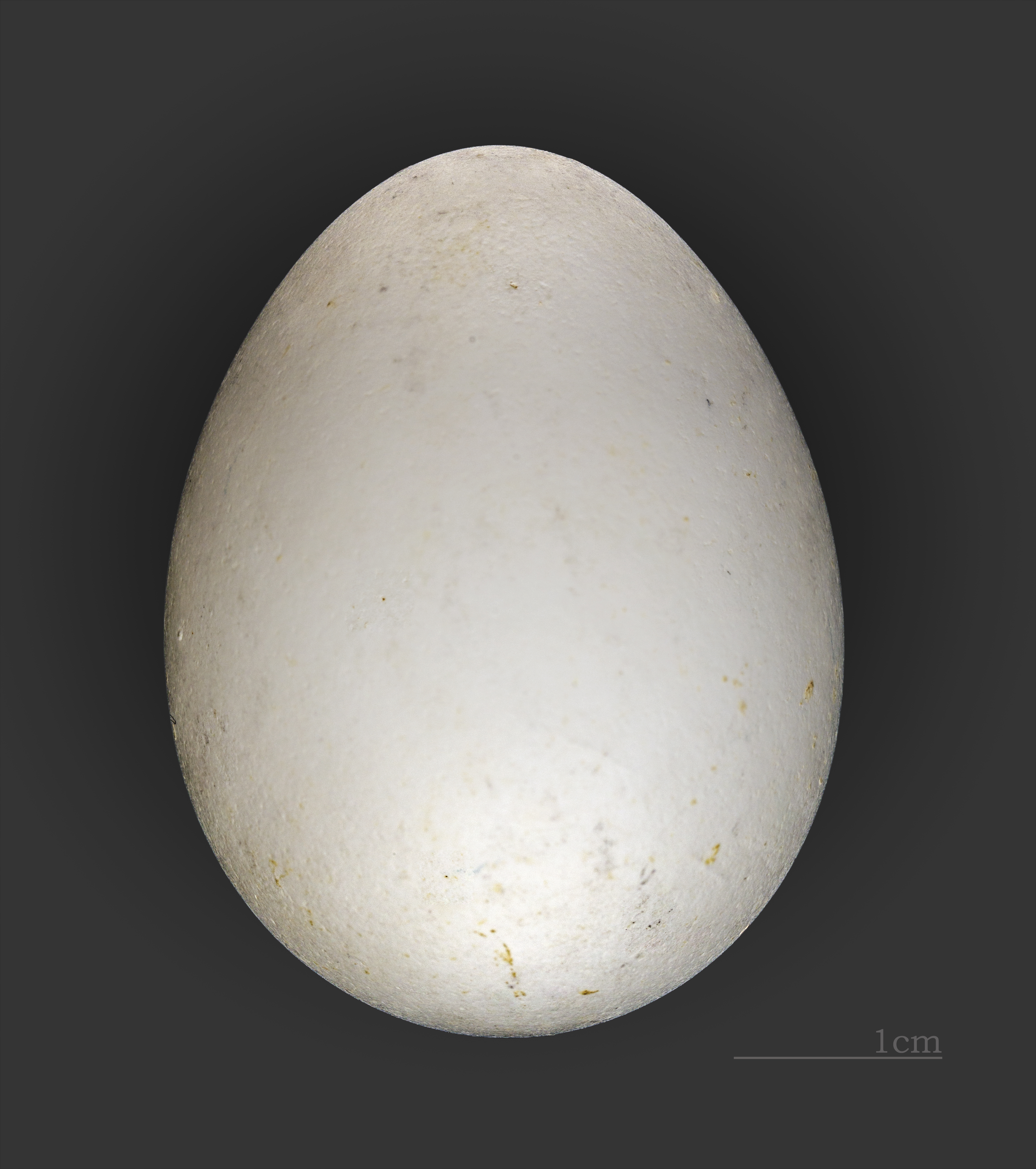
Bulweria bulwerii

El petrel de Bulwer (Bulweria bulwerii) es un ave marina de la familia de los petreles o patines (Procellariidae) que nidifica en los archipiélagos de la Macaronesia.
De forma ocasional puede aparecer en la península ibérica como divagante.
Mide de 25 a 29 cm de longitud y de 67 a 73 cm de envergadura.